# Allygianus varius
Allygianus varius är en insektsart som beskrevs av Beamer 1938. Allygianus varius ingår i släktet Allygianus och familjen dvärgstritar. Inga underarter finns listade i Catalogue of Life.